# Agolada
Agolada és un municipi de la província de Pontevedra a Galícia. Pertany a la Comarca do Deza. Limita amb els municipis de Palas de Rei, Antas de Ulla, Rodeiro, Lalín, Vila de Cruces i Santiso. Es creu que el nom prové del llatí Acqua Lata, potser perquè per allí hi passà un aqüeducte.
| 4.794 | 6.432 | 7.003 | 4.786 | 3.678 |
| Fonts: INE i IGE (Els criteris de registre censal variaren i les dades de l'INE i de l'IGE poden no coincidir.) |       |       |       |       |

## Parròquies

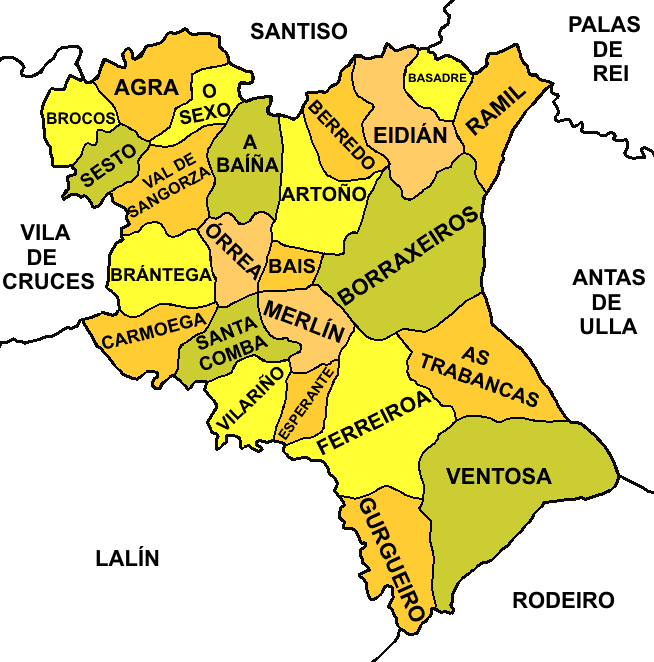
Parròquies d'Agolada

Aquest municipi està format per 24 parròquies: Agra (San Miguel), Artoño (Santalla), A Baíña (San Pedro), Basadre (Santa María), Berredo (Santa María), Borraxeiros (San Cristovo), Brántega (San Lourenzo), Brocos (San Miguel), Carmoega (San Pedro), Eidián (Santiago), Esperante (San Cibrao), Ferreiroa (San Pedro), Gurgueiro (San Miguel), Merlín (San Pedro), Órrea (Santo André), Ramil (San Martiño), San Paio de Bais (San Paio), Santa Comba (San Xoán), Sesto (San Cibrao), O Sexo (Santiago), As Trabancas (San Mamede), Val de Sangorza (Santa María), Ventosa (San Xulián), Vilariño (Santa María).

## Personalitats importants
- Primo Castro Vila, alcalde republicà.
- Manuel Costa Varela.